# Diego Ibarra (Municipio)
Diego Ibarra ist ein Bezirk (Municipio) im Bundesstaat Carabobo im Norden Venezuelas.
Er hat eine Fläche von nur 79 km². Diego Ibarra grenzt im Norden und Osten an den Bundesstaat Aragua mit dem Nationalpark Henri Pittier, dem Küstengebirge und den Bezirken Mario Briceño Iragorry und Girardot; im Süden grenzt er an den Valenciasee und im Westen an den Bezirk San Joaquín im Westen.
Diego Ibarra wurde am 3. Dezember 1781 als Gemeinde (Parroquia) gegründet und am 13. August 1981 zum Municipio erhoben.
Nach der Volkszählung von 2011 hatte Diego Ibarra etwa 104,536 Einwohner.